# 站前街道 (本溪市)
站前街道，是中华人民共和国辽宁省本溪市平山区下辖的一个乡镇级行政单位。2019年，将工人街道办事处的曙光、和平2个社区和南地街道福利社区、兴隆社区部分（解放南路、转山路、解放南二路与崔东路围合区域）划归站前街道。

## 行政区划
站前街道下辖以下地区：
风光社区、迎宾社区和市府社区。